# David Hummel (geolog)
Gustaf David Wilhelm Hummel, född 1838, död 1879, var en svensk geolog. Han var far till Torsten Hummel-Gumælius.
Hummel utexaminerades från Teknologiska Institutet i Stockholm 1861 och var därefter verksam vid Sveriges geologiska undersökning (SGU) intill 1877. Han utgav ett antal geologiska kartblad med utförliga beskrivningar. Han genomförde en studieresa till Pyrenéerna, vars resultat publicerades i en skrift 1875. Samma år genomförde han en undersökning av malmfyndigheterna i Gällivare socken och Jukkasjärvi socken.